# 張永憲
張永憲（Chang Yung-Hsien，1982年11月10日—），台灣足球運動員，目前效力於大同足球隊。

## 生平
張永憲來自花蓮縣玉里鎮阿美族，受到同儕影響，自國中起加入足球校隊，便和足球結下不解之緣。高中畢業後，獲高庸教練賞識，通過銘傳大學體育績優招生測試後，效力銘傳大學足球隊。在2003年獲得第一屆大專校院足球運動聯賽冠軍

## 中華代表隊經歷
//2004年//
- 希臘奧運會亞洲區資格賽中華台北奧運足球代表隊。

//2006年//
- 亞洲室內足球錦標賽中華台北室內足球代表隊。

- 中國茵寶杯五人制足球錦標賽中華台北室內足球代表隊。

- 世界盃亞洲區預賽中華台北男子足球代表隊。

//2007年//
//2008年//
- 2008年亞足聯挑戰盃賽中華台北男子足球代表隊。

//2009年//
- 2009年亞足聯挑戰盃賽中華台北男子足球代表隊。

//2010年//
- 2010年亞足聯挑戰盃中華台北男子足球代表隊。

- 2010年東亞足球錦標賽中華台北男子足球代表隊。

//2012年//
- 亞洲盃室內五人制足球錦標賽中華台北室內足球代表隊。

- 菲律賓龍騰盃足球錦標賽中華台北男子足球代表隊。

- 亞足聯挑戰盃足球錦標賽中華台北男子足球代表隊。

- 2014年巴西世界盃資格賽中華台北奧運足球代表隊。

//2014年//
- 亞足聯挑戰盃足球錦標賽中華台北男子足球代表隊。

張永憲隊長與副隊長林正益，同為中華隊最重要的中後防線球員。。